# خندان‌ماهی‌خورک نوک‌بیلچه‌ای
خندان‌ماهی‌خورک نوک‌بیلچه‌ای (Dacelo rex) که با نام ماهی‌خورک نوک‌بیلچه‌ای نیز شناخته می‌شود، پرنده‌ای بزرگ با طول تقریبی ۳۳ سانتی‌متر است (۱۳ الف). ماهی‌خورک درختی بلند، قهوه‌ای تیره با منقاری سنگین، کوتاه و پهن که در میان ماهی‌خورک‌ها منحصر به فرد است. سر تیره با نواری قرمز رنگ در پشت چشم‌ها، گلوی سفید، یقه و زیرتنه قرمز رنگ، دمگاه آبی روشن، عنبیه قهوه‌ای، منقار قهوه‌ای-سیاه با فک پایین روشن‌تر (کل منقار اغلب به دلیل خاک قهوه‌ای‌رنگ به نظر می‌رسد) و پاهای رنگ‌پریده دارد. هر دو جنس از نظر ظاهری شبیه به هم هستند، اما به راحتی از رنگ دم قابل تشخیص هستند. دم نرها آبی تیره است، در حالی که دم ماده‌ها قرمز روشن است. پرنده نابالغ دارای پرهایی شبیه ماده‌ها با پرهای طرح‌دار پولکی است.